# 教育经济学
教育经济学（education economics）是研究教育中经济学规律的學科，是經濟學的一支。研究主題包括教育成本、教育效益、教育评价、教育产业等等，該學科的目的主要希望能在護持教育品質的前提下，使教育的相關資源能作合理的分配及運用，以提高教育的作用。